# Survivor: Gabon

Localização geográfica: Gabão – África, país onde foi gravado Survivor: Gabon.

Survivor: Gabão - Último Éden da Terra foi a décima-sétima temporada do reality show americano Survivor, com sua estreia ocorrendo em 25 de setembro de 2008, com a apresentação sequencial dos dois primeiros episódios da temporada.
As seleções para o programa começaram em 24 de janeiro de 2008 e, durante o mês de março de 2008, aproximadamente 800 pessoas foram selecionadas para uma entrevista pela rede de TV CBS. Do total inicial de 800, cerca de 48 semi-finalistas foram selecionados para irem a Los Angeles em abril de 2008. E finalmente, 18 pessoas foram selecionadas para participar do programa entre junho e julho de 2008. Nesta temporada, os competidores enviados à Ilha do Exílio tiveram que escolher entre uma pista para o Ídolo da Imunidade Escondido ou um pouco de conforto.
Em 13 de abril de 2008, durante o show anual da National Association of Broadcasters (Associação Nacional de Transmissoras), a Sony anunciou que a décima-sétima temporada de Survivor seria a primeira a ser apresentada em alta definição, usando a Sony XDCAMs (modelo moderno de câmera de vídeo).
Survivor: Gabão começou a ser filmando no final de junho de 2008 e foi a segunda temporada do programa a ser gravada na África (Survivor: África foi gravado sete anos antes no Quênia). Repórteres locais anunciaram que o programa estava sendo gravado próximo das cidades costeiras de Nyonie e Ekwata na Reserva Presidencial Wonga-Wongue.
Duas tribos iniciais foram formadas com nove participantes cada e foram nomeadas com nomes de dialetos falados no Gabão: Fang representada pela cor vermelha e Kota representada pela cor amarela, as tribos, bem como, os 18 participantes selecionados foram oficialmente apresentados ao público em 25 de setembro de 2008. A tribo formada em decorrência da fusão foi nomeada de Nobag que significa Gabão em inglês (Gabon) ao contrário.

## Participantes
- Ace Gordon - 27 anos - Naples, Flórida
- Charlie Herschel - 29 anos - Nova Iorque, Nova Iorque
- Corinne Kaplan - 29 anos - Los Angeles, Califórnia
- Crystal Cox - 29 anos - Durham, Carolina do Norte
- Dan Kay - 32 anos - Boston, Massachusetts
- Danny "GC" Brown - 25 anos - Portland, Oregon
- Gillian Larson -  61 anos - Temecula, Califórnia
- Jacquie Berg – 25 anos - Santa Barbara, Califórnia
- Jessica "Sugar" Kiper - 29 anos - Brooklyn, Nova Iorque
- Kelly Czarnecki – 22 anos - Buffalo Grove, Illinois
- Ken Hoang - 22 anos - Westminster, Califórnia
- Marcus Lehman - 28 anos - Atlanta, Geórgia
- Matty Whitmore - 29 anos - Pacific Palisades, Califórnia
- Michelle Chase – 24 anos - Los Angeles, Califórnia
- Paloma Soto-Castillo - 23 anos- Downey, Califórnia
- Randy Bailey - 49 anos - Eagle Rock, Missouri
- Robert "Bob" Crowley - 57 anos - South Portland, Maine
- Susie Smith -  47 anos - Charles City, Iowa

## Progresso dos Participantes
| Participante          | Tribo Original | Primeira Mistura | Segunda Mistura | Tribo Pós-Fusão | Colocação Final                        | Total de Votos |
| --------------------- | -------------- | ---------------- | --------------- | --------------- | -------------------------------------- | -------------- |
| Michelle Chase        | Fang           |                  |                 |                 | 1º Eliminado Dia 3                     | 8              |
| Gillian Larson        | Fang           |                  |                 |                 | 2º Eliminado Dia 6                     | 8              |
| Paloma Soto-Castillo  | Kota           |                  |                 |                 | 3º Eliminado Dia 9                     | 7              |
| Jacquie Berg          | Kota           | Fang             |                 |                 | 4º Eliminado Dia 12                    | 5              |
| Danny "GC" Brown      | Fang           | Fang             |                 |                 | 5º Eliminado Dia 15                    | 6              |
| Kelly Czarnecki       | Kota           | Fang             |                 |                 | 6º Eliminado Dia 18                    | 8              |
| Ace Gordon            | Kota           | Fang             |                 |                 | 7º Eliminado Dia 21                    | 5              |
| Dan Kay               | Fang           | Kota             |                 |                 | 8º Eliminado Dia 21                    | 4              |
| Marcus Lehman         | Kota           | Kota             | Kota            |                 | 9º Eliminado 1º Membro do Júri Dia 24  | 3              |
| Charlie Herschel      | Kota           | Kota             | Fang            | Nobag           | 10º Eliminado 2º Membro do Júri Dia 27 | 5              |
| Randy Bailey          | Fang           | Kota             | Fang            | Nobag           | 11º Eliminado 3º Membro do Júri Dia 30 | 5              |
| Corinne Kaplan        | Kota           | Kota             | Fang            | Nobag           | 12º Eliminado 4º Membro do Júri Dia 33 | 4              |
| Crystal Cox           | Fang           | Fang             | Kota            | Nobag           | 13º Eliminado 5º Membro do Júri Dia 36 | 11             |
| Ken Hoang             | Fang           | Fang             | Kota            | Nobag           | 14º Eliminado 6º Membro do Júri Dia 37 | 7              |
| Matty Whitmore        | Fang           | Fang             | Fang            | Nobag           | 15º Eliminado 7º Membro do Júri Dia 38 | 52             |
| Jessica "Sugar" Kiper | Kota           | Fang1            | Fang            | Nobag           | 3º Colocado                            | 0              |
| Susie Smith           | Fang           | Kota             | Kota            | Nobag           | 2º Colocado                            | 7              |
| Robert "Bob" Crowley  | Kota           | Kota             | Kota            | Nobag           | Último Sobrevivente – "Sole Survivor"  | 2              |

O Total de Votos é o número de votos que o competidor recebeu durante os Conselhos Tribais onde ele era elegível para ser eliminado do jogo. Não inclui os votos recebidos durante o Conselho Tribal final
↑1  Sugar foi enviada para a Ilha do Exílio depois de não ser escolhida na mistura de tribos do episódio 4. Ela retornou ao jogo e fez parte da tribo que perdeu a Prova de Imunidade, Fang.
↑2  Por Matty ter usado o Ídolo da Imunidade Escondido os dois votos contra ele não foram contados.

## O Jogo
| Título Original                                   | Data de Transmissão    | Provas             | Provas        | Exilado       | Eliminado     | Votos         | Colocação Final                       |
| Título Original                                   | Data de Transmissão    | Recompensa         | Imunidade     | Exilado       | Eliminado     | Votos         | Colocação Final                       |
| ------------------------------------------------- | ---------------------- | ------------------ | ------------- | ------------- | ------------- | ------------- | ------------------------------------- |
| "Want to See the Elephant Dung?"                  | 25 de Setembro de 2008 | Kota3              | Marcus3       | Não teve 5    | Michelle      | 8-1           | 1º Eliminado Dia 3                    |
| "Want to See the Elephant Dung?"                  | 25 de Setembro de 2008 | Kota3              | GC3           | Não teve 5    | Michelle      | 8-1           | 1º Eliminado Dia 3                    |
| "Want to See the Elephant Dung?"                  | 25 de Setembro de 2008 | Kota4              |               | Não teve 5    | Michelle      | 8-1           | 1º Eliminado Dia 3                    |
| "Want to See the Elephant Dung?"                  | 25 de Setembro de 2008 | Kota4              | Kota4         | Dan           | Gillian       | 7-1           | 2º Eliminado Dia 6                    |
| "She Obviously Is Post-Op!"                       | 2 de Outubro de 2008   | Fang               | Fang          | Sugar         | Paloma        | 7-2           | 3º Eliminado Dia 9                    |
| "It Was Like Christmas Morning!"                  | 9 de Outubro de 2008   | Não teve6          | Kota          | Sugar1        | Jacquie       | 5-2           | 4º Eliminado Dia 12                   |
| "This Camp Is Cursed"                             | 16 de Outubro de 2008  | Kota               | Kota          | Sugar         | GC            | 6-1           | 5º Eliminado Dia 15                   |
| "He's a Snake, But He's My Snake"                 | 23 de Outubro de 2008  | Kota               | Kota          | Sugar         | Kelly         | 5-1           | 6º Eliminado Dia 18                   |
| "It All Depends On the Pin-Up Girl"               | 30 de Outubro de 2008  | Kota               | Marcus7       | Sugar         | Ace           | 3-2           | 7º Eliminado Dia 21                   |
| "It All Depends On the Pin-Up Girl"               | 30 de Outubro de 2008  | Kota               | Sugar7        | Sugar         | Dan           | 4-3           | 8º Eliminado Dia 21                   |
| "Apple in the Garden of Eden"                     | 6 de Novembro de 2008  | Não teve8          | Fang          | Não teve8     | Marcus        | 3-2           | 9º Eliminado Dia 24                   |
| "The Brains Behind Everything"                    | 13 de Novembro de 2008 | Fang               | Susie         | Bob           | Charlie       | 5-4           | 10º Eliminado Dia 27                  |
| "Nothing Tastes Better Than Five Hundred Dollars" | 20 de Novembro de 2008 | Leilão             | Ken           | Bob           | Randy         | 5-3           | 11º Eliminado Dia 30                  |
| "I Was Put On The Planet For This Show"           | 27 de Novembro de 2008 | Recapitulação      | Recapitulação | Recapitulação | Recapitulação | Recapitulação | Recapitulação                         |
| "The Good Things in Life Aren’t Easy"             | 4 de Dezembro de 2008  | Bob                | Bob           | Não teve9     | Corinne       | 4-3           | 12º Eliminado Dia 33                  |
| "The Good Guys Should Win in the End"             | 11 de Dezembro de 2008 | Bob [Crystal, Ken] | Bob           | Susie         | Crystal       | 4-02          | 13º Eliminado Dia 36                  |
| "Say Goodbye to Gabon"                            | 14 de Dezembro de 2008 | Não teve10         | Bob           | Não teve10    | Ken           | 4-1           | 14º Eliminado Dia 37                  |
| "Say Goodbye to Gabon"                            | 14 de Dezembro de 2008 | Não teve10         | Susie         | Não teve10    | Matty         | 2-211         | 15º Eliminado Dia 38                  |
| Reunião                                           | 14 de Dezembro de 2008 | Voto do Júri       | Voto do Júri  | Voto do Júri  | Sugar         | 4-3-0         | 3º Colocado                           |
| Reunião                                           | 14 de Dezembro de 2008 | Voto do Júri       | Voto do Júri  | Voto do Júri  | Susie         | 4-3-0         | 2º Colocado                           |
| Reunião                                           | 14 de Dezembro de 2008 | Voto do Júri       | Voto do Júri  | Voto do Júri  | Bob           | 4-3-0         | Último Sobrevivente – “Sole Survivor” |

No caso de mais de uma tribo ou competidor vencer a recompensa ou imunidade, estes serão listados na ordem de conclusão da prova ou alfabeticamente quando a vitória for em grupo. Nas situações onde um competidor venceu e convidou outros para desfrutarem do seu prêmio, estes estão listados entre chaves.
↑3  Prova de Recompensa e Imunidade Combinada. O primeiro competidor de cada tribo que chegasse ao topo da colina encontraria um Colar de Imunidade Individual.
↑4  Prova de Recompensa e Imunidade Combinada.
↑5  A Ilha do Exílio ainda não era conhecida pelos competidores.
↑6  Não houve Prova de Recompensa, pois foi realizada a mistura de tribos.
↑7  Prova de Imunidade individual ao invés da imunidade tribal. Marcus escolheu Sugar para também receber a imunidade individual após ele vencer o desafio.
↑8  Não houve Prova de Recompensa, pois foi realizada a mistura de tribos. Ninguém foi enviado para a Ilha do Exílio.
↑9   Pela visita dos parentes ao acampamento Nobag, ninguém foi enviado para a Ilha do Exílio.
↑10  O Ídolo da Imunidade Escondido foi cancelado após o dia 36, e portanto a Ilha do Exílio descontinuada.
↑11  Foi derrotado no desafio de fazer fogo.

## Episódios
| 01 | Want to See the Elephant Dung? - Part 1 (Querem Ver Cocô de Elefante? - Parte 1)                | Michelle             | 13,06 | 25 de setembro de 2008 |
| Prova de Recompensa e Imunidade Individual Na primeira prova da temporada One For All, as tribos deviam correr através de uma planície e subir uma colina, o primeiro competidor de cada tribo que chegasse ao topo da colina ganharia o Ídolo de Imunidade Individual que poderia ser utilizado apenas no primeiro Conselho Tribal de sua tribo. A primeira tribo completa que chegasse ao topo da colina venceria a recompensa. - Recompensa: Um saco extra de milho e feijão. - Vencedor da Imunidade Individual por Kota: Marcus - Vencedor da Imunidade Individual por Fang: CG - Tribo Vencedora: Kota Prova de Recompensa/Imunidade: Na prova Temptation Valley, seis membros da tribo estariam amarrados juntos e deveriam correr através de um pântano, atravessar sobre uma parede de rede e por cima e por baixo de uma série de barreiras. Os seis devem, então, cavar na areia procurando por três bolsas com peças de quebra-cabeças e entregar aos três membros restantes da tribo. Esses três deveriam montar o quebra-cabeça, a tribo que completar primeiro o quebra-cabeça ganha a imunidade e a recompensa. - Recompensa: Imunidade tribal e pederneira - Tribo Vencedora: Kota Os competidores foram recebidos por Jeff, em meio a uma planície gabonesa, e iniciaram o jogo apenas com as roupas que estavam usando. Após cada um se apresentar, as tribos foram divididas. Como é tradição no Gabão, os mais velhos tomam as decisões importantes, e, por serem os mais velhos do grupo, Bob e Gillian começaram escolhendo. Gillian escolheu a cor vermelha para representar sua tribo, enquanto Bob escolheu a cor amarela. As escolhas foram feitas como é costume nos colégios americanos: o primeiro competidor escolhe um participante, este participante escolhe outro entre os selecionáveis que, por sua vez, escolherá outro e assim por diante, até que cada tribo tenha 9 competidores cada. Michelle foi a última que sobrou e acabou indo para a tribo vermelha. Jeff anunciou os nomes das tribos, a vermelha recebeu o nome de Fang e a amarela de Kota. Com as tribos formadas e com seus nomes anunciados, Jeff anunciou o primeiro desafio da temporada, uma prova por recompensa e imunidade individual. Ao chegarem no local determinado para montarem o acampamento Kota, Bob e Ace começaram imediatamente a organizar as coisas. Em Fang, uma visita no meio da noite de um elefante assustou a tribo. Randy bateu sua cabeça em uma viga de madeira que formava a cabana do grupo, o ferimento não foi grave, mas requisitou a presença da equipe médica do programa e Randy ganhou alguns pontos para fechar o ferimento. Na prova combinada de Imunidade e Recompensa, Kota teve grande vantagem conseguindo cavar e descobrir facilmente os sacos com as peças do quebra-cabeça e venceu facilmente o desafio. Antes do Conselho Tribal, Michelle e Gillian foram consideradas como opção de votos, Michelle por seu comportamento negativo e Gillian por sua idade. No Conselho Tribal, a negatividade de Michelle sobressaiu-se à idade de Gillian e ela foi eliminada com 8-1 votos. Após a eliminação de Michelle, Jeff anunciou que a tribo Fang levaria suas tochas de volta ao acampamento e lhes deu uma pederneira. |                                                                                                 |                      |       |                        |
| 02 | Want to See the Elephant Dung? - Part 2 (Querem Ver Cocô de Elefante? - Parte 2)                | Gillian              | 12,78 | 25 de setembro de 2008 |
| Prova de Recompensa/Imunidade: Na prova Lemme Go Rock´n´Roll, as tribos deveriam empurrar uma grande bola através de uma série de portões. Em dois pontos ao longo do percurso, um membro da tribo deveria subir na bola e desamarrar um molho de chaves. Ao final do percurso essas chaves seriam usadas para destrancar três cadeados e soltar as correntes que bloqueavam o último portão. A primeira tribo que cruzasse todos os portões e rolasse a bola até um pedestal na linha de chegada venceria a prova. - Recompensa: Imunidade Tribal e material para pesca. - Tribo Vencedora: Kota Escolhido como o líder da tribo Fang no Conselho Tribal, GC começou a primeira fogueira da tribo e delegou tarefas para organizarem o acampamento. Em Kota, Charlie e Marcus formaram uma aliança e a expandiram incluindo Jacquie e Corinne. Os quatro consideraram trazer Bob para a aliança para terem a maioria dos votos, entretanto Bob seria mantido fora da aliança principal dos quatro. Cedo na manhã do dia 5, GC renunciou a liderança da tribo depois de discutir sobre o fato de Gillian acordar muito cedo fazendo muito barulho. Depois de receberem o correio anunciando o próximo desafio, Dan tentou unir a tribo pintando o rosto de todos com carvão, mas a motivação não foi suficiente e Kota venceu seu terceiro desafio seguido. Kota escolheu Dan para ir para a Ilha do Exílio, onde ele escolheu a pista para o Ídolo da Imunidade ao invés de conforto, mas ele não conseguiu decifrar as pistas e encontrá-lo. Em Fang, Randy fez um anzol com partes de seus óculos e a tribo finalmente conseguiu carne. Gillian sugeriu que Susie e ela formassem uma aliança temendo que fossem os próximos alvos da tribo por serem as mulheres mais velhas do jogo, sugeriu ainda, votarem em Ken por considerar ele o menos útil do grupo. O comportamento de Dan depois de retornar da Ilha do Exílio fez os outros suspeitarem que ele tinha encontrado o Ídolo da Imunidade. Isso fez Fang pensar e reconsiderar sobre eliminar seu elo mais fraco, Gillian e, em vez disso, votar em Dan. Mas no Conselho Tribal, a fraqueza de Gillian nos desafios físicos foi vista como uma preocupação maior do que o potencial de Dan ter o Ídolo de Imunidade Escondido e ela foi eliminada com 7-1 votos. |                                                                                                 |                      |       |                        |
| 03 | She Obviously Is Post-Op!                                                                       | Paloma               | 13,08 | 2 de outubro de 2008   |
| Prova de Recompensa: Na prova Kicking and Screaming, um membro de cada tribo se agarraria em um poste de madeira cravado no chão, outros dois membros da tribo oposta deveriam tentar retirá-lo do poste e arrastá-lo através da areia até a linha de chegada. A primeira tribo que conseguisse retirar o membro da tribo oposto do poste e arrastá-lo até a linha de chegada ganharia um ponto. A tribo com dois pontos ganharia a prova. - Recompensa: Cobertores, rede, travesseiros e uma esteira. - Tribo Vencedora: Fang Prova de Imunidade: Na prova Lake Launch, um por vez, seis membros de cada tribo deviam deslizar até a água de um lago por um longo escorregador. Na água eles deveriam nadar para retirar um bloco numerado e, com esse bloco, correr colina acima. Quando a tribo conseguir os seis blocos numerados, o membro restante deveria usá-los para resolver um quebra-cabeça de cálculos. A resposta do cálculo é uma combinação que abre um baú e libera um machado. A primeira equipe que abrisse o baú e usasse o machado para cortar a corda que prendia a bandeira de sua tribo venceria a prova. - - Tribo Vencedora: Fang Em Fang, o assunto era sobre quem era ou não o líder da tribo. Em Kota, a tribo estava irritada com as atitudes autoritárias de Ace. Na Prova de Recompensa Ace escolheu Paloma para se segurar no poste e evitar ser arrastada pelos seus adversários, entretanto, os membros de Fang facilmente a sobrepujaram e conseguiram sua primeira vitória. Com a vitória Fang pode escolher quem seria enviado para a Ilha do Exílio e Sugar foi escolhida. A vitória deu novas energias para Fang e eles finalmente conseguiram se sentir como uma equipe. Enquanto isso, em Kota, o fraco desempenho de Paloma no desafio a fez ser vista como o elo mais fraco da tribo. Corinne falou com Bob sobre ele fazer parte de sua aliança com Charlie, Marcus e Jacquie. Na Ilha do Exílio Sugar escolheu pela pista do Ídolo da Imunidade Escondido ao invés de conforto e, seguindo as pistas, conseguiu encontrar o ídolo. No exílio Sugar revelou que a recente morte de seu pai era a motivação para ela estar no jogo. Durante a Prova de Imunidade, Ken garantiu a vitória de Fang superando a vantagem que Kota tinha na prova e resolvendo seu quebra-cabeça numérico antes de Bob. Depois da prova e de volta ao acampamento, Sugar contou a Ace que ela encontrou o Ídolo enquanto disse para o restante da tribo que não o tinha. Paloma se aproximou de Corinne tentando formar uma aliança para eliminar Ace alegando que ele era manipulador e tentou fazê-la falhar na Prova de Recompensa. No Conselho Tribal, as atitudes de Ace no acampamento foram discutidas, mas a tribo decidiu mandar embora seu elo mais fraco e Paloma foi eliminada com 7-2 votos. |                                                                                                 |                      |       |                        |
| 04 | It Was Like Christmas Morning! (Foi Como Uma Manhã de Natal!)                                   | Jacquie              | 13,28 | 9 de outubro de 2008   |
| Prova de Recompensa: Não teve Prova de Recompensa, pois aconteceu a primeira mistura entre tribos da temporada. Prova de Imunidade: Na prova Big Oar Deal as tribos disputaram um jogo similar a lacrosse na água. Cada competidor ficou sobre um pequeno bote e tinha um remo. Eles deveriam remar no campo de jogo e, usando o remo, passar a bola de um competidor de sua tribo para outro, até alcançar o gol adversário. A primeira tribo que marcasse primeiro três gols venceria a prova. - - Tribo Vencedora: Kota Após o Conselho Tribal, Ace ficou abalado com a animosidade de Kelly e seu voto contra ele. Em represália, ele focou nela para ser a próxima eliminada do jogo. Em Fang, uma aliança entre Dan, Matty, Randy e Susie foi formada e eles miraram em GC para ser eliminado. Os demais membros de Fang, Crystal, GC e Ken formaram sua própria aliança. Quando ambas as tribos se reuniram, Jeff anunciou que os competidores deveriam pontuar, secretamente, os seus companheiros de grupo de acordo com a importância de cada um dentro da tribo. Kota pontuou Marcus como o mais importante seguido de Ace, Bob, Charlie, Jacquie, Corinne, Sugar e Kelly. Fang pontuou Matty como o mais importante seguido por Dan, Randy, Crystal, Ken, GC e Susie. Uma vez determinada a colocação de cada competidor, Jeff pediu que todos os competidores jogassem fora suas bandanas, pois eles seriam divididos em duas novas tribos. Os votados como os mais importantes de suas tribos, Marcus e Matty continuam em suas tribos originais e devem escolher um membro da tribo oposta para integrar a sua nova tribo, esse novo membro, por sua vez, escolherá alguém da tribo oposta para se juntar ao grupo e assim sucessivamente. Após as escolhas, a nova tribo Kota ficou composta por Marcus, Dan, Charlie, Randy, Corinne, Susie e Bob (escolhidos nesta ordem), enquanto a nova Fang ficou constituída por Matty, Ace, Crystal, Jacquie, Ken, Kelly e GC (escolhidos nesta ordem). Quando as novas tribos estavam seis membros cada, o processo de escolha foi encerrado, Sugar não foi escolhida por nenhuma tribo e foi enviada para a Ilha do Exílio onde deveria permanecer até o próximo Conselho Tribal, quando retornaria ao jogo fazendo parte da tribo que perder a próxima Prova de Imunidade. Como ela própria já havia encontrado o Ídolo da Imunidade Escondido, Sugar escolheu a opção conforto na Ilha do Exílio. No acampamento da nova Fang, Crystal descobriu que Kelly se sentia excluída em sua antiga tribo e a convidou para fazer parte de sua aliança com GC e Ken. Na Prova de Imunidade, Randy marcou todos os três gols que Kota precisava para vencer o desafio. O fraco desempenho de Kelly no desafio fez Crystal, GC, e Ken reconsiderarem sua aliança com ela, agora que eles perceberam que ela é o membro mais fraco da tribo. Entretanto, Jacquie foi considerada o alvo do Conselho Tribal, considerando que Sugar poderia ter o Ídolo da Imunidade Escondido e com isso, o trio Ace, Sugar e Jacquie tomariam o controle sobre o jogo da tribo. Os três compartilharam seu plano com Matty tentando convencê-lo a votar com sua aliança, mas Matty imediatamente contou a Jacquie o que estava se passando. Jacquie tentou convencer Ken e Crystal, se apresentando com uma excluída na sua antiga tribo e que não era aliada de Ace e queria muito continuar no jogo. Entretanto seus esforços para convencê-los foi em vão, e os membros da Fang original seguiram seu plano inicial e eliminaram Jacquie com 5-2 votos. |                                                                                                 |                      |       |                        |
| 05 | This Camp Is Cursed (Esse Acampamento Está Amaldiçoado)                                         | CG                   | 12,81 | 16 de outubro de 2008  |
| Prova de Recompensa: Na prova Fruit Flies, um membro da tribo deve atirar frutas através de um buraco em uma parede para dois outros membros de sua própria tribo. Um membro da equipe adversária está posicionado em frente à parede e usando um bastão de madeira deve golpear as frutas arremessadas impedindo-as de chegar ao outro lado. As frutas que atravessam o buraco e são pegas pelos membros da tribo, devem ser atiradas por um buraco em uma segunda parede que também está defendido por um membro da tribo adversária. A tribo que conseguir o maior peso em frutas após 5 minutos de prova vence a recompensa. - Recompensa: Uma plantação de verduras, sal, óleo, molho picante e todas as frutas coletadas na prova. - Tribo Vencedora: Kota Prova de Imunidade: Na prova Cliff Bowling, um membro de cada tribo rola uma grande bola de madeira colina abaixo através de vários obstáculos. Fang e Kota lançam simultaneamente uma bola cada. Um membro vendado de cada tribo no sopé da colina e usando um escudo de Madeira vai tentar bloquear a bola adversária seguindo as instruções de um interlocutor. Atrás do bloqueador estão posicionados sete gols com pontuação variada. O objetivo da tribo é fazer sua bola passar pelo bloqueador e parar dentro do gol para receber a pontuação marcada. A tribo com maior pontuação depois de cinco rodadas vence. - - Tribo Vencedora: Kota Sugar retornou da Ilha do Exílio para se integrar à Fang, sua nova tribo, e ficou chocada ao ver que Jacquie havia sido eliminada no último Conselho Tribal. Ela continuou a fingir que não tinha encontrado o Ídolo da Imunidade Escondido, mas Crystal não se convenceu com essa história e a focou para ser a próxima eliminada. No dia 13, a tribo Fang foi visitada por um elefante que estava do outro lado do rio em seu acampamento. Na Prova de Recompensa, uma boa estratégia (jogar duas frutas ao mesmo tempo na parede defendida por Ace) ajudou Kota a vencer seu desafio. Kota escolheu Sugar, pela terceira vez seguida, para ser enviada à Ilha do Exílio, com Dan afirmando que esta era uma estratégia para forçá-la a usar o Ídolo da Imunidade antes da fusão tribal e desta forma colocá-lo novamente no jogo para que outro competidor pudesse encontrá-lo. Na Ilha do Exílio, Sugar escolheu novamente conforto. No acampamento da tribo Fang, a pressão do jogo começou a afetar GC e ele acabou discutindo com Crystal. Imediatamente antes de eles saírem para a Prova de Imunidade, GC saiu sozinho no barco da tribo sem avisar a tribo, deixando-os preocupados e cogitando partirem sem ele. GC retornou pouco antes do resto da tribo sair para o local da próxima prova. Na Prova de Imunidade, Fang estava liderando o desafio até a última rodada quando Randy, que era o orientador da tribo Kota, enganou Ace, o bloqueador de Fang fazendo-o parar antes que ele alcançasse a bola de Kota que teve caminho livre para marcar os pontos de mais uma vitória para Kota. Antes do Conselho Tribal, GC falou para Matty que ele estava preparado para sair do jogo. Crystal vasculhou a bolsa de Sugar e encontrou o Ídolo da Imunidade Escondido. Apesar de Crystal, Kelly, Ken e Matty acreditarem que esse era o momento ideal para enganar Sugar e eliminá-la, mas acabaram fazendo a vontade de GC e o eliminaram com 6-1 votos. |                                                                                                 |                      |       |                        |
| 06 | He's a Snake, But He's My Snake (Ele é Uma Cobra, Mas é a Minha Cobra)                          | Kelly                | 13,31 | 23 de outubro de 2008  |
| Prova de Recompensa: Na prova Snake in the Grass, cada tribo carrega uma cobra de areia com 6 metros de comprimento e 90 quilos de peso. As tribos começam a correr, carregando a pesada cobra, em lados opostos de um circuito oval. O objetivo das tribos é tentar alcançar a tribo adversária. Se no decorrer da prova alguém se cansar e não conseguir prosseguir na prova, pode abandoná-la apenas se desconectando da cobra, todavia os competidores que restarem devem carregar mais peso. A primeira tribo a alcançar a outra e tocar em algum participante ganha a recompensa. - Recompensa: Croissants, tortinhas de frutas, bombas de chocolate e ingredientes e utensílios para preparar chá e café. - Tribo Vencedora: Kota Prova de Imunidade: Na prova Jungle Relay, cada tribo será dividida em três duplas. Cada dupla estará unida por uma corda, ao início da prova a primeira dupla deve passar por sob uma rede de madeira, correr por dentro da selva e atravessar um obstáculo, pegar duas partes de um mastro de bandeira e retornar à linha de chegada. A próxima dupla atravessa o mesmo percurso acrescido de um obstáculo para pegar as próximas duas partes do mastro. A dupla final atravessa o percurso inicial com mais dois obstáculos e pega as duas partes finais do mastro. Na linha de chegada com as peças deve erguer um mastro com a bandeira da tribo, a primeira equipe que o fizer ganha a imunidade. - - Tribo Vencedora: Kota No dia seguinte ao Conselho Tribal, Matty e Ace fizeram um pacto para permanecerem juntos e se ajudarem até a fusão das tribos com Ace podendo manter Sugar no jogo e Matty podendo levar Ken. Nessa situação Matty jurou em nome de sua namorada e Ace pela vida de sua mãe. Em Kota, as porções extras de comida que Dan vem se servindo causou irritação e conflitos dentro da tribo quando a diminuição de alimentos fez a tribo repensar seu racionamento de comida. Depois de Ace contar a Sugar que ele havia descoberto que o restante da Fang tinha vasculhado sua bolsa e descoberto o Ídolo da Imunidade Escondido, Sugar lhe entregou o Ídolo para mantê-lo a salvo. Na Prova de Recompensa, Kota teve sua quarta vitória consecutiva quando Ken, Sugar, Kelly e Crystal abandonaram a prova, deixando que os exaustos Ace e Matty competissem contra cinco competidores da tribo Kota. Kota enviou Sugar, pela quarta vez, para a Ilha do Exílio. Ao contrário da sua última visita à Ilha onde ela aproveitou a comida e o conforto, Sugar, agora, sentiu-se culpada por estar comendo enquanto seus companheiros de tribos estavam limitados a sobreviver com três colheres de arroz para cada. Kelly interpretou o choro de Crystal após a derrota na Prova de Recompensa como um sinal de fraqueza, mas Crystal afirmou que ela estava enganada. Na Prova de Imunidade, Kota com um bom trabalho em equipe, na montagem do mastro de sua bandeira venceu, pela quinta vez seguida, Fang que nesta última etapa da prova permitiu que Ace sozinho tentasse montar seu mastro. Depois da prova, Matty se aproximou de Ace tentando convencê-lo a enganar Sugar para eliminar do jogo o Ídolo da Imunidade, mas Ace conseguiu convencer Matty a não se preocupar com isso e eliminar Kelly, todavia, não revelou que ele estava de posse do Ídolo. Crystal, também era a favor de enganar Sugar ou eliminar Ace, mas Matty contou a ela os planos de Ace. Ken conversou com Matty sobre a possibilidade de enganarem Ace, mas Matty contou a Ken que ele tinha feito uma promessa com Ace e esta não poderia ser quebrada. Ken estava com Sugar a respeito de Ace quando ela confessou que havia entregado o ídolo para ele. Ken não conseguiu convencer Sugar a trocar suas alianças, mas conseguiu convencê-la a pegar o ídolo de volta e no Conselho Tribal, nenhum dos planos de enganação foram postos em prática e Kelly foi eliminada com 5-1 votos. |                                                                                                 |                      |       |                        |
| 07 | It All Depends On the Pin-Up Girl (Tudo Isso Depende da Modelo Pin-Up)                          | Ace Dan              | 13,02 | 30 de outubro de 2008  |
| Prova de Recompensa: A prova Elephant Egg acontece simultaneamente em duas arenas separadas onde, em cada uma, três membros de cada tribo jogarão uma bola quebrável, passando de um para o outro, enquanto evitam que um membro da tribo adversária desvie a bola e fazendo-a cair no chão. A tribo que primeiro quebrar a bola adversária ganha um ponto e uma nova rodada se inicia. A tribo que conseguir primeiro três pontos ganha a recompensa. - Recompensa: Um passeio de helicóptero e um piquenique. Ganharam também cartas de casa, mas esse prêmio não foi anunciado durante a Prova de Recompensa. - Tribo Vencedora: Kota Prova de Imunidade: Na prova Lake Log Jam os competidores disputam Imunidade Individual em um campeonato de “barril giratório”, onde eles devem permanecem em pé sobre um barril instável tentando manter o equilíbrio. A cada rodada, dois competidores, independente das tribos que integram, sobem nos barris, o primeiro que cair na água está desclassificado da prova. Na rodada final os três últimos competidores classificados sobem ao mesmo tempo no barril o último que permanecer no barril ganha a Imunidade Individual. - Vencedor da Imunidade: Marcus No dia seguinte ao Conselho Tribal, Crystal acidentalmente derrubou todo o suprimento de arroz da tribo Fang e isso deixou Ace e Matty bastante irritados. Em Kota, a aliança entre Charlie, Corinne e Marcus deixou Dan desconfortável e ele se aproximou deles sentindo-se excluído. Na Prova de Recompensa, Kota continuou com sua sequência de vitórias e derrotou Fang por 3-0 e Sugar, pela quinta vez consecutiva, foi escolhida para ir à Ilha do Exílio. De volta ao acampamento, Matty expressou sua frustração com a falta de esforço de Sugar no desafio. Matty ofereceu a Ace um plano para eliminarem Sugar sem que Ace precisasse, necessariamente, enganá-la, mas Ace queria eliminar Crystal. Enquanto isso, Ken conversava com Crystal sobre a possibilidade de enganarem Ace. Durante o piquenique que Kota ganhou ao vencer o último desafio, um membro da tripulação do helicóptero os surpreendeu aparecendo com cartas de seus familiares. Na Prova de Imunidade, Jeff comunicou às duas tribos que ambas iriam para o próximo Conselho Tribal e que nesse desafio eles competiriam por Imunidade Individual. Marcus ganhou a imunidade derrotando Sugar e Ace e Jeff anunciou que Marcus deveria escolher alguém da outra tribo para, também, ganhar uma imunidade individual. Marcus escolheu Sugar. De volta ao acampamento, após a Prova de Imunidade, Ken, na tentativa de enganar Ace, contou para Sugar que Matty e Ace estavam cogitando eliminá-la e que Ace estava querendo o Ídolo de Imunidade que ela possuía. Mais tarde, Ace, sentindo-se ameaçado, pediu para Sugar o Ídolo e isso a fez acreditar na história de Ken. No Conselho Tribal de Fang, o plano de Ken em enganar Ace foi posto em prática e ele foi eliminado com 3-2 votos. Em Kota, Susie irritou Corinne ao revelar que tinha planejado votar nela. Corinne imediatamente veio até sua aliança e contou que queria eliminar Susie. Corinne, Charlie, Marcus, Randy e Bob dividiram seus votos entre Dan e Susie na tentativa de queimar o ídolo caso Dan o possuísse e no Conselho Tribal, Dan foi eliminado com 4-3 votos. |                                                                                                 |                      |       |                        |
| 08 | Apple in the Garden of Eden (Maçã no Jardim do Éden)                                            | Marcus               | 12,01 | 6 de novembro de 2008  |
| Prova de Imunidade: Na prova Keep It Up, os competidores devem segurar dois mastros apoiando-os contra uma tábua elevada, para isso eles devem permanecer com os braços esticados e usar apenas o dorso das mãos. Qualquer movimento pode causar a queda dos mastros. A última pessoa que não derrubar nenhum de seus mastros no chão ganha a imunidade para sua tribo. - - Tribo Vencedora: Fang De volta ao acampamento depois de Conselho Tribal, Marcus e Corinne falaram com Susie sobre a opinião de que ela era uma jogadora mais forte do que Corinne. No acampamento Fang, a tribo tentou começar de novo e olhar para frente esperando pela fusão das tribos. Após receberem o correio insinuando uma suposta fusão, os competidores pegaram seus itens pessoais e se dirigiram para uma praia para desfrutarem de um banquete. No banquete, uma pista para um segundo Ídolo da Imunidade Escondido foi escondida debaixo de uma caixa que os competidores deveriam abrir assim que o banquete tivesse acabado. Ken foi quem primeiro percebeu a pista, mas quando tentou pegá-la para si mesmo, foi surpreendido por Charlie forçando-o a dividi-la com todos. Quando ninguém mostrou muito interesse em ir atrás do ídolo por medo de parecer ganancioso, Marcus propôs que o Ídolo fosse desenterrado e atirado ao mar para que ninguém pudesse usá-lo e embora, muitos tivessem ficados tentados em pegar o Ídolo, os competidores finalmente o atiraram dentro do oceano. Quando abriram a caixa que até então estava lacrada, eles foram instruídos que cada um deveria retirar uma pedra numerada dentro de um pequeno saco, quando todos tinham seus números uma nova nota foi lida e eles descobriram que tinham acabado de se dividir em duas novas tribos: os competidores com números pares formaram a nova Fang e os que tiraram números ímpares formaram a nova Kota. Na nova Kota, Marcus descobriu que Crystal era prima de um de seus amigos e acabou criando uma ligação com ela e os dois concordaram que não votariam um no outro no Conselho Tribal, mas Crystal confessou posteriormente que não tinha intenção em cumprir essa promessa. Marcus tentou convencer Susie a participar de sua aliança com Bob. Na nova Fang, Corinne sentiu que a maior ameaça de sua aliança com Marcus era Matty e ela queria eliminá-lo na sequência. Matty contou a Sugar que Ace nunca pensou em traí-la e que Ken tinha dito aquilo para fazê-la votar como ele queria. Sugar se sentiu mal por ter enganado Ace no último Conselho Tribal e os dois formaram uma nova aliança. Preocupado sobre como Susie votaria no Conselho Tribal da nova Kota, Randy cogitou, juntamente com Charlie e Corinne, perderem propositalmente a próxima Prova de Imunidade forçando Fang a ir para o Conselho Tribal onde os três eliminariam Matty. Mas, na Prova de Imunidade, Matty superou Bob e venceu o desafio pela nova Kota, estragando os planos da aliança entre Charlie, Corinne e Randy. Marcus tentou manter sua aliança com os membros da Kota original e para isso se aproximou de Crystal propondo um lugar nessa aliança, onde ela substituiria Susie e eles eliminaram Ken e Susie nessa ordem, mas Crystal não gostou da proposta em eliminar seu maior aliado no jogo, Ken. Marcus contou uma história diferente para Susie, falando para ela que eles eliminariam Ken e, na sequência, Crystal. Ele, também, prometeu à Susie um lugar entre os três finalistas. Não querendo trair sua longa aliança com Ken, Crystal contou a ele sobre os planos de Marcus. Crystal tentou convencer Susie que a promessa de Marcus em levá-la à final era impossível, já que ele tinha uma aliança mais sólida com Corinne e Randy e estes detestavam Susie e não deixariam essa promessa acontecer. No Conselho Tribal, Susie decidiu se unir com Crystal e Ken e eles enganaram Marcus, eliminando-o com 3-2 votos. |                                                                                                 |                      |       |                        |
| 09 | The Brains Behind Everything (O Cérebro Por Detrás de Tudo)                                     | Charlie              | 12,89 | 13 de novembro de 2008 |
| Prova de Recompensa: Na prova Super Golf, cada tribo usando um estilingue gigante manuseado por três pessoas deve conseguir arremessar três bolas de golfe em três alvos de um percurso construído entre as planícies e colinas gabonesas. À cada alvo, a tribo que conseguir arremessar a bola dentro dele, com menos arremessos ganha um ponto. A tribo que primeiro fazer dois pontos ganha a recompensa. - Recompensa: Uma viagem até uma vila gabonesa onde passarão a noite e desfrutarão de uma apresentação de dança e um banquete típico. - Tribo Vencedora: Fang Prova de Imunidade: Na prova Fired Up, os competidores devem conseguir fazer fogo alto o suficiente para queimar uma corda, para isso devem utilizar uma pederneira, aço e uma caixa com suprimentos para manter o fogo (palha e madeira). O primeiro competidor que conseguir queimar completamente sua corda ganha a imunidade. - - Vencedor da Imunidade: Susie Muitos competidores esperavam que o correio trouxesse notícias de uma iminente fusão, mas ao invés disso, o correio trouxe o anúncio de mais um Prova de Recompensa. Ao conhecerem a nova formação da tribo Kota, Charlie e Corinne ficaram extremamente irritados e frustrados com a eliminação de Marcus no último Conselho Tribal. Na Prova de Recompensa, Kota levou vantagem até a última etapa quando foi ultrapassada por Fang que venceu o desafio. Corinne anunciou que Fang enviaria Bob para a Ilha do Exílio, esperando que ele fosse capaz de encontrar o Ídolo da Imunidade Escondido, mas não sabia que Sugar já o tinha encontrado. Na Ilha, Bob seguiu as pistas e localizou o lugar onde o Ídolo deveria estar, mas incapaz de localizá-lo, supôs que Sugar já o tivesse encontrado e fabricou um falso Ídolo na esperança de conseguir usá-lo como blefe. No dia 27, antes de começar a Prova de Imunidade, Jeff anunciou a fusão tribal. Nesta prova os competidores deveriam conseguir fazer fogo e Susie e Sugar foram as duas únicas competidoras que o conseguiram e Susie foi a primeira que conseguiu queimar sua corda, ganhando a primeira imunidade pós-fusão do jogo. Após a prova, todos os competidores seguiram para o antigo acampamento Fang, onde descobriram que ganharam novos suprimentos de comida e se chamaram de tribo Nobag (Gabão em inglês e ao contrário). A aliança de Charlie, Corinne e Randy viu Sugar como um voto flutuante para o Conselho Tribal e tentou convencê-la a votar em Crystal, a quem Randy queria eliminar. Sugar contou a Charlie e Corinne que ela não poderia conviver com Randy por mais nenhum dia e Corinne tentou convencê-la de que se ela votasse com sua aliança nesse momento, no próximo Conselho eliminariam Randy. Querendo se vingar de Charlie por tê-lo forçado a entregar para todos a pista para o segundo Ídolo da Imunidade Escondido, Ken decidiu enganá-lo no Conselho Tribal, contando para Crystal, Matty e Susie que Charlie era o cérebro por trás das estratégias da aliança Kota. Eles acreditaram na história e concordaram em votar em Charlie. Ken contou a mesma história para Sugar na tentativa de conseguir seu voto contra Charlie. No Conselho Tribal Crystal confrontou Randy sobre o fato dele não gostar dela e Sugar se uniu à aliança de Crystal, Ken, Matty e Susie, pois não tinha interesse em se unir com Randy e Corinne. Charlie foi enganado e eliminado com 5-4 votos. |                                                                                                 |                      |       |                        |
| 10 | Nothing Tastes Better Than Five Hundred Dollars (Nada é Mais Gostoso do que Quinhentos Dólares) | Randy                | 12,50 | 20 de novembro de 2008 |
| - Leilão Survivor: O Leilão Survivor foi realizado em substituição à Prova de Recompensa. Os itens comprados foram: - Bob: Nada - Crystal: Nada - Corinne: Um item secreto para ser utilizado na próxima Prova de Imunidade. - Ken: O direito de enviar alguém para a Ilha do Exílio e pegar todo o dinheiro da pessoa exilada. - Matty: Um cheeseburguer com batatas fritas e soda. - Randy: Cerveja e amendoins, espaguete com pão de alho e vinho e cookies de chocolate para serem divididos com todos da tribo. - Sugar: Manteiga de amendoim e chocolate - Susie: Um banho quente e roupas limpas - Prova de Imunidade: Na primeira rodada, os competidores devem correr por uma série de traves de equilíbrio carregando uma bolsa com peças de um quebra-cabeça, os dois primeiros competidores que trouxerem, na linha de chegada, suas três bolsas irão para a rodada final, onde cada competidor deve enfileirar suas peças, sobre uma plataforma, como se fossem uma linha de peças de dominós. A plataforma está unida em um emaranhado de cordas que devem ser atravessadas para que o competidor consiga construir sua fila de peças, qualquer movimento brusco nas cordas pode fazer com que todas as peças enfileiradas caiam, obrigando o competidor a começar novamente seu trabalho. Uma vez todas as peças enfileiradas até o final da plataforma, o competidor deve derrubar a primeira forçando uma reação em cadeia que culminará na elevação de uma bandeira. O primeiro competidor que conseguir erguer sua bandeira vence a imunidade. - - Vencedor da Imunidade: Ken Não tendo certeza de que Sugar tinha o Ídolo da Imunidade Escondido, Bob contou a ela que não o tinha encontrado na Ilha do Exílio e revelou o ídolo falso que ele havia confeccionado. Nesse episódio ao invés da Prova de Recompensa, os competidores participaram do tradicional Leilão Survivor. O segundo item leiloado foi um item secreto que estava coberto. Após dar o lance vencedor Ken descobriu que poderia enviar imediatamente alguém para a Ilha do Exílio e pegar todo o dinheiro desta pessoa; Ken escolheu Bob. No penúltimo item do leilão, Corinne deu o lance vencedor e comprou uma garrafa selada que continha dentro uma nota que daria a ela uma vantagem na próxima Prova da Imunidade. Randy venceu o último item do leilão, um prato de cookies de chocolate para dividir com a tribo. Sugar recusou o primeiro cookie que Randy ofereceu a ela e por isso dividiu este entre Matty e Corinne. Sem pegar um para si próprio, Randy ofereceu o último cookie para Sugar e ela o pegou e deu para Matty e isso irritou muito Randy. Na Ilha do Exílio, depois de descobrir que não havia nenhuma nova pista que o ajudasse na procura pelo ídolo, Bob decidiu fazer seu próprio safári particular ao invés de procurá-lo. Após o leilão, Corinne e Randy conversaram com Matty sobre ele ingressar na aliança deles junto com Bob. Antes de se juntar com Corinne e Randy, Matty pressionou sua aliança para eliminarem Bob ao invés de Randy. Randy decidiu que a única opção para sua aliança seria ele irritar a aliança Fang, fazer com que todos votassem nele, usar o Ídolo da Imunidade Escondido que presumivelmente Bob tinha encontrado e enganar Susie no Conselho Tribal vingando-se por ela ter se unido a Matty, Ken, Crystal e Sugar. Na Prova de Imunidade, a garrafa selada que Corinne comprou no Leilão trazia uma nota dizendo que nesta prova ela estaria fora da primeira rodada e conquistava uma vaga na rodada final da prova. Mas, independente da vantagem de Corinne, Ken venceu a prova derrotando ela e Matty na rodada final e ganhou a imunidade. Depois da Prova de Imunidade, Bob contou a Sugar que ele ainda não havia conseguido encontrar o Ídolo da Imunidade Escondido na Ilha do Exílio e Sugar falou para Bob dar o falso ídolo, que ele havia confeccionado, para Randy. Considerando que Bob não tinha nada a perder e que com isso ele se manteria no jogo, Bob concordou com o plano de Sugar e deu a Randy o falso ídolo. No Conselho Tribal, Randy usou o ídolo antes dos votos serem lidos e Jeff comunicou que aquele era um ídolo falso e Randy foi eliminado com 5-3 votos. |                                                                                                 |                      |       |                        |
| Recapitulação | I Was Put On The Planet For This Show (Fui Colocado no Planeta Para Este Show)                  | Não houve eliminação | 8,31  | 27 de novembro de 2008 |
| Recapitulação dos primeiros 30 dias de jogo. Esse episódio traz cenas inéditas do Survivor: Gabon e mostra, pela primeira vez, os vídeos de inscrição dos competidores. |                                                                                                 |                      |       |                        |
| 11 | The Good Things in Life Aren’t Easy (As Boas Coisas na Vida Não São Fáceis)                     | Corinne              | 12,73 | 4 de dezembro de 2008  |
| - Prova de Recompensa: Para a prova Now or Never, os competidores devem se dividir em duas equipes de três integrantes cada, o sétimo competidor que não for escolhido não pode disputar a recompensa. Os três membros de cada equipe serão amarrados juntos e, desta forma, devem correr através de um pântano e coletar sete rodas dentadas em duas plataformas diferentes. Após coletadas as sete rodas, estas devem ser dispostas, na sequência correta, em um quadro de forma que ao girar uma roda esta faça todas as outras girarem simultaneamente, como em uma engrenagem, hasteando uma bandeira e vencendo a primeira rodada da prova. Os três competidores do time vencedor disputam, individualmente, uma rodada final onde devem montar um quebra-cabeça, o primeiro a resolvê-lo ganha a recompensa. - Recompensa: Um vídeo de um parente, pizza, cerveja e brownies. Não anunciado durante a prova foi a visita ao acampamento dos parentes de todos os competidores. - Vencedor da Recompensa: Bob - Prova de Imunidade: Na prova Bombs Away, os competidores devem responder perguntas a respeito do Gabão, para cada resposta correta o competidor ganha uma bola. Após terem respondido quatro perguntas, os participantes seguem para a segunda etapa da prova onde devem atirar suas bolas colina abaixo mirando em um alvo dividido em várias zonas centrípetas. O competidor que atirar uma de suas bolas na área mais próxima do centro do alvo ganha a imunidade. - - Vencedor da Imunidade: Bob De volta ao acampamento após o Conselho Tribal, Bob se irritou com todos por terem rido quando Randy foi eliminado. Corinne e Sugar discutiram sobre como jogar o jogo. Na Prova de Recompensa, um pequeno trecho de vídeos dos parentes dos competidores foi mostrado antes deles se dividirem em dois times para competir a prova. Jeff contou aos participantes que seus parentes não estavam ali e que a única coisa que eles teriam seria os vídeos deles. De acordo com Jeff como “o dia seria sobre amor” ninguém seria enviado à Ilha do Exílio. Na escolha dos times, Corinne ficou de fora e não pode competir pela recompensa. Um time foi composto por Susie, Matty e Ken e outro por Crystal, Sugar e Bob. O time de Crystal, Sugar e Bob começou em desvantagem, mas conseguiu reverter sua situação vencendo na última rodada da prova. Os três, então, disputaram a etapa final da prova, onde Bob venceu resolvendo primeiro seu quebra-cabeça. Enquanto Bob estava assistindo a gravação de sua esposa, no meio do vídeo ela pára e diz que tinha alguma coisa para mostrar a Bob e sai da tela como se tivesse ido busca algo. E ao contrário do que Jeff havia anunciado no começo da prova, Peggy, esposa de Bob, estava no Gabão e apareceu por detrás dele surpreendendo Bob. Bob e Peggy então caminharam de mãos dadas até o acampamento Nobag e se encontraram com o resto dos competidores. Após apresentar sua esposa para a tribo, Bob fez sinal para que os parentes dos outros competidores aparecessem. Matty pediu sua namorada, Jamie, em casamento e ela aceitou. Após passarem o dia no acampamento, ao entardecer os parentes foram embora. Bob compartilhou com Corinne um plano para enganarem Matty, onde Bob faria um segundo Ídolo da Imunidade falso e contaria para a aliança Fang que era o ídolo que Marcus atirou no oceano, contando que na ocasião Marcus apenas atirou a garrafa no oceano, escondendo consigo o ídolo. Bob venceu a Prova de Imunidade e com isso Corinne pôs em prática seu plano com Bob, na esperança de que se eles acreditassem que Corinne tinha um ídolo eles voltassem sua atenção contra Matty. Corinne contou sua história para Ken, que acreditou e sugeriu que Bob e Corinne se aproximassem de Crystal e compartilhassem com ela seus planos. Bob contou sua história para Crystal e mostrou para ela o segundo ídolo falso. Ken e Crystal falaram sobre suas estratégias de votação e consideraram um plano onde Ken votaria em Matty e Crystal em Corinne, resultando em 4 votos para Corinne contra 3 para Matty e, se Corinne realmente tivesse o ídolo ela o usaria tirando-o do jogo e Matty seria eliminado. No Conselho Tribal, os votos ocorreram como Crystal e Ken planejaram e descobriram que Corinne estava blefando e ela foi eliminada com 4-3 votos. |                                                                                                 |                      |       |                        |
| 12 | The Good Guys Should Win in the End (Os Mocinhos Devem Vencer no Final)                         | Crystal              | 13,05 | 11 de dezembro de 2008 |
| - Prova de Recompensa: Os competidores devem correr através de um pântano e cruzar diversos obstáculos para coletar uma de três bolas marcada com a cor que os representam, ao pegar uma bola eles devem voltar todo o percurso e tentar acertar a bola em uma cesta (similar a basquete). O primeiro competidor que conseguir encestar as suas três bolas ganha a recompensa. - Recompensa: Uma viagem de helicóptero para um santuário de gorilas no Parque Nacional de Loango onde passarão a noite e ganharão uma refeição, um banho e poderão dormir em uma cama. - Vencedor da Recompensa: Bob - Prova de Imunidade: Nesta prova os competidores estarão todo o tempo vendados. No início do percurso, com os olhos vendados, os competidores devem tatear uma máscara gabonesa tentando identificá-la apenas com o toque, no final do percurso há uma máscara com alguns itens faltando, os competidores devem através o percurso e localizar três bolsas contendo peças que os ajudarão a completar sua máscara. O competidor que primeiro conseguir reproduzir corretamente sua máscara ganha a imunidade. - - Vencedor da Imunidade: Bob Depois que os competidores voltaram do Conselho Tribal, Matty se irritou por Ken ter votado nele. Ken contou para Matty sobre o Ídolo de Imunidade Escondido de Bob e Corinne, mas Matty não acreditou nele. Ken confrontou Bob sobre o falso ídolo e Bob prometeu que se ele vencesse o próximo desafio de imunidade daria o colar de imunidade para Ken. Bob a Prova de Recompensa e escolheu Crystal e Ken para irem junto com ele para o Parque Nacional de Loango e enviou Susie para a Ilha do Exílio. Durante a viagem, Bob reiterou sua promessa de dar a Ken o colar da imunidade e Ken falou que somente aceitaria o colar se ele se sentisse em perigo de ser eliminado. Na Ilha do Exílio Susie escolheu conforto ao invés das pistas para o Ídolo, pois já sabia que Sugar tinha encontrado o Ídolo Escondido. No acampamento, Matty tentou convencer Sugar a lhe entregar o Ídolo de Imunidade Escondido. Logo após retornar da viagem Crystal gritou com Matty questionando-o sobre sua lealdade com ela e Ken. Os gritos fizeram Sugar mudar de opinião a respeito de Crystal e Ken. Ela falou para Matty que ele não iria para casa no próximo Conselho Tribal e elaborou um plano para eliminar Crystal e Ken. Na Prova de Imunidade, Bob ganhou a imunidade pela segunda vez seguida e venceu seu quarto desafio seguido. Ken contou a Crystal, Matty e Sugar que Bob daria a ele o colar de imunidade se todos falassem para Bob que votariam em Ken no próximo Conselho, mas votariam em Bob enganando-o. Sugar contou para Bob os planos de Ken e que ela não votaria em Bob e sim em Crystal. No Conselho Tribal, Bob e Ken falaram sobre seu acordo sobre o colar da imunidade onde Bob entregaria o colar de imunidade para Ken se ele sentisse que Ken estava em perigo de ser eliminado. Jeff anunciou que aquele Conselho Tribal seria o último onde o Ídolo da Imunidade poderia ser usado. Sugar estava abertamente usando o Ídolo da Imunidade Escondido. Antes de a votação começar Jeff perguntou se Bob ficaria com o colar da imunidade e Bob disse que ficaria e não entregaria para Ken, pois tinha certeza de que ele não seria eliminado neste Conselho. Após a votação e antes dos votos serem lidos, Sugar entregou o Ídolo da Imunidade Escondido para Matty que, então, entregou para Jeff. Os votos contra Matty foram negados, deixando válidos apenas os votos contra Crystal (que, entretanto, já tinha a maioria dos votos para ser eliminada). Crystal foi eliminada com 4-0 votos. |                                                                                                 |                      |       |                        |
| 13 | Say Goodbye to Gabon (Diga Adeus ao Gabão)                                                      | Kenny Matty          | 13,77 | 14 de dezembro de 2008 |
| - Prova de Imunidade: No desafio A-Mazing Gabon, os competidores devem cavar sob uma cerca para pode atravessá-la, passar por cima de um quebra-cabeça formado por uma série de tábuas e entrar em um labirinto repleto de cabanas gabonesas. Dentro de três das cabanas têm sacos com peças de um quebra-cabeça, há cada saco encontrado o competidor deve levá-lo até a plataforma final no final do labirinto e voltar para procurar os outros dois sacos que faltam. Após coletar os três sacos, o competidor que resolver corretamente o quebra-cabeça ganha a imunidade. - - Vencedor da Imunidade: Bob Ken se sentiu enganado por Bob quando ele não lhe entregou o colar de imunidade no último Conselho Tribal. Sugar trabalhou para reconquistar a confiança de Ken, mas ela planejava juntamente com Bob eliminar Susie e na sequência Ken. Na Prova de Imunidade, Bob ganhou a imunidade pela terceira vez seguida e venceu seu quinto desafio consecutivo. No Conselho Tribal, Ken estava confiante de que não seria eliminado, mas sua confiança foi enganada e ele foi eliminado com 4-1 votos. - Prova de Imunidade: Na prova House of Cards, última da temporada, cada competidor terá 200 placas de madeira que devem ser usadas como cartas de baralho para construir um castelo de cartas, o competidor que alcançar primeiro 4 metros de altura ganha a imunidade. Caso ninguém consiga atingir a marca inicial de 4 metros, o vencedor será aquele que após 30 minutos de prova construir o castelo de cartas mais alto. - - Vencedor da Imunidade: Susie Antes de começarem a Prova de Imunidade final, os quatro finalistas fizeram a tradicional jornada em memória dos competidores eliminados antes deles. Susie quebrou a sequência de vitórias de Bob conseguindo construir o castelo de cartas mais alto após 30 minutos de competição. Sugar pensou em forçar um empate no próximo Conselho Final devido sua lealdade para com Bob, já que ela o via como uma figura paterna. Sabendo disso Bob foi para o meio da floresta para praticar como fazer fogo usando a pederneira, antecipando que o desafio de desempate seria fazer fogo. No Conselho Tribal, Sugar realmente forçou um empate de 2-2 votos entre Matty e Bob, e o desafio de desempate foi fazer fogo usando uma pederneira. Bob conseguiu vencer com relativa facilidade e Matty nem sequer conseguiu começar um fogo e foi eliminado, sendo o último competidor a compor o júri. Os três finalistas passaram seu último dia desfrutando de um banquete tradicional e queimando o resto de seu acampamento. No Conselho Tribal Final todos os membros do júri dirigiram perguntas aos finalistas, Charlie perguntou a Sugar e Susie por que elas deveriam ser votadas se, durante a primeira mistura entre tribos, elas foram ranqueadas como a mais fraca e a segunda mais fraca de suas respectivas tribos e para Bob, Charlie perguntou, se o tempo em que “eles dormiam juntos e em conchinha durante a noite” foi mais gostoso do que ele gostaria de admitir. Crystal não teve perguntas para Susie, pediu para Bob lhe contar alguma coisa que Sugar não tinha mandado ele fazer e para Sugar perguntou porquê ela votou para eliminá-la. Ken perguntou à Susie por que ela achava que merecia o prêmio de um milhão de dólares e o seu voto, perguntou por que Sugar o traiu e para Bob ele questionou sobre uma situação anterior onde ele havia prometido dar o colar de imunidade a Ken caso ele se sentisse ameaçado. Corinne perguntou à Susie se, caso ela lhe desse seu voto milionário, Susie removeria suas cordas vocais. Corinne pediu a Bob que ele lhe mostrasse seu lado mau e a fizesse acreditar que ele não gostava de Sugar. Ela não teve perguntas para Sugar, mas aproveitou a oportunidade para ofendê-la, posteriormente, na reunião, Jeff falou que dentre todas as temporadas o comentário de Corinne para Sugar tinha sido o mais ácido que ele tinha ouvido. Marcus não teve perguntas para Susie, perguntou à Sugar o que ela faria para honrar a memória de seu falecido pai caso ela ganhasse o prêmio e pediu a Bob um exemplo de situação, durante o jogo, onde ele foi responsável por suas próprias decisões. Randy pediu para Susie comentar sobre a época em que ela disse que sentia pena dele e perguntou, para Sugar e Bob, se eles pensaram nas conseqüências de colocar Randy no júri quando o enganaram dando-lhe um falso ídolo. Matty pediu para Susie dizer o porquê de Bob e Sugar serem menos merecedores do prêmio de um milhão de dólares do que ela, para Sugar ele perguntou se alguma vez no jogo ela tinha sentido que ela foi má e para Bob perguntou porquê Suzie e Sugar mereciam menos o prêmio do que ele. |                                                                                                 |                      |       |                        |
| 15 | The Reunion (A Reunião)                                                                         | Bob Susie Sugar      | 11,74 | 14 de dezembro de 2008 |
| No final, o júri votou em Bob para o "último sobrevivente" e junto ao título ganhou o prêmio de um milhão de dólares por 4-3-0 votos sobre Susie e Sugar. |                                                                                                 |                      |       |                        |

*O nome grafado em vermelho indica que o competidor foi o vencedor da temporada e, portanto, não foi eliminado. Os nomes grafados em verde  indicam que os competidores foram, respectivamente, o segundo e terceiro colocados e, portanto, não foram eliminados.

## Histórico de Votações
|             | Tribos Originais   | Tribos Originais  | Tribos Originais | Tribos Misturadas | Tribos Misturadas | Tribos Misturadas | Tribos Misturadas | Tribos Misturadas | Segunda Mistura  | Tribo Pós-Fusão   | Tribo Pós-Fusão | Tribo Pós-Fusão   | Tribo Pós-Fusão     | Tribo Pós-Fusão | Tribo Pós-Fusão   | Tribo Pós-Fusão | Tribo Pós-Fusão | Tribo Pós-Fusão |
| ----------- | ------------------ | ----------------- | ---------------- | ----------------- | ----------------- | ----------------- | ----------------- | ----------------- | ---------------- | ----------------- | --------------- | ----------------- | ------------------- | --------------- | ----------------- | --------------- | --------------- | --------------- |
| Episódio #: | 1                  | 2                 | 3                | 4                 | 5                 | 6                 | 7                 | 7                 | 8                | 9                 | 10              | 11                | 12                  | 13              | 13                | Reunião         | Reunião         | Reunião         |
| Eliminado:  | Michelle 8/9 votos | Gillian 7/8 votos | Paloma 7/9 votos | Jacquie 5/7 votos | GC 6/7 votos      | Kelly 5/6 votos   | Ace 3/5 votos     | Dan 4/7 votos     | Marcus 3/5 votos | Charlie 5/9 votos | Randy 5/8 votos | Corinne 4/7 votos | Crystal 4/4 votos 2 | Ken 4/5 votos   | Matty 2/4 votos11 | Sugar 0/7 votos | Susie 3/7 votos | Bob 4/7 votos   |
| Competidor  | Voto               | Voto              | Voto             | Voto              | Voto              | Voto              | Voto              | Voto              | Voto             | Voto              | Voto            | Voto              | Voto                | Voto            | Voto              | Voto            | Voto            | Voto            |
| Bob         |                    |                   | Paloma           |                   |                   |                   |                   | Dan               | Ken              | Crystal           | Susie           | Matty             | Crystal             | Ken             | Matty             | Voto do Júri    | Voto do Júri    | Voto do Júri    |
| Susie       | Michelle           | Gillian           |                  |                   |                   |                   |                   | Dan               | Marcus           | Charlie           | Randy           | Corinne           | Crystal             | Ken             | Bob               | Voto do Júri    | Voto do Júri    | Voto do Júri    |
| Sugar       |                    |                   | Paloma           | Exilado1          | GC                | Kelly             | Ace               |                   |                  | Charlie           | Randy           | Corinne           | Crystal             | Ken             | Matty             | Voto do Júri    | Voto do Júri    | Voto do Júri    |
| Matty       | Michelle           | Gillian           |                  | Jacquie           | GC                | Kelly             | Crystal           |                   |                  | Charlie           | Randy           | Corinne           | Crystal             | Ken             | Bob               |                 | Susie           |                 |
| Ken         | Michelle           | Gillian           |                  | Jacquie           | GC                | Kelly             | Ace               |                   | Marcus           | Charlie           | Randy           | Matty             | Matty               | Susie           |                   |                 | Susie           |                 |
| Crystal     | Michelle           | Gillian           |                  | Jacquie           | GC                | Kelly             | Ace               |                   | Marcus           | Charlie           | Randy           | Corinne           | Matty               |                 |                   | Susie           |                 |                 |
| Corinne     |                    |                   | Paloma           |                   |                   |                   |                   | Dan               |                  | Crystal           | Susie           | Matty             |                     |                 |                   | Bob             |                 |                 |
| Randy       | Michelle           | Gillian           |                  |                   |                   |                   |                   | Susie             |                  | Crystal           | Susie           |                   |                     |                 | Bob               |                 |                 |                 |
| Charlie     |                    |                   | Paloma           |                   |                   |                   |                   | Dan               |                  | Crystal           |                 |                   |                     | Bob             |                   |                 |                 |                 |
| Marcus      |                    |                   | Paloma           |                   |                   |                   |                   | Susie             | Ken              |                   |                 |                   | Bob                 |                 |                   |                 |                 |                 |
| Dan         | Michelle           | Gillian           |                  |                   |                   |                   |                   | Susie             |                  |                   |                 |                   |                     |                 |                   |                 |                 |                 |
| Ace         |                    |                   | Paloma           | Kelly             | GC                | Kelly             | Crystal           |                   |                  |                   |                 |                   |                     |                 |                   |                 |                 |                 |
| Kelly       |                    |                   | Ace              | Jacquie           | GC                | Crystal           |                   |                   |                  |                   |                 |                   |                     |                 |                   |                 |                 |                 |
| GC          | Michelle           | Gillian           |                  | Jacquie           | Kelly             |                   |                   |                   |                  |                   |                 |                   |                     |                 |                   |                 |                 |                 |
| Jacquie     |                    |                   | Paloma           | Kelly             |                   |                   |                   |                   |                  |                   |                 |                   |                     |                 |                   |                 |                 |                 |
| Paloma      |                    |                   | Ace              |                   |                   |                   |                   |                   |                  |                   |                 |                   |                     |                 |                   |                 |                 |                 |
| Gillian     | Michelle           | Ken               |                  |                   |                   |                   |                   |                   |                  |                   |                 |                   |                     |                 |                   |                 |                 |                 |
| Michelle    | Gillian            |                   |                  |                   |                   |                   |                   |                   |                  |                   |                 |                   |                     |                 |                   |                 |                 |                 |

## Críticas
Survivor: Gabon foi criticado pelo Parents Television Council por uma breve cena não censurada do pênis de Marcus que, acidentalmente, saiu de sua cueca durante a segunda Prova de Imunidade no episódio de abertura da temporada.

## Participações do Elenco em Outras Temporadas
Jessica "Sugar" Kiper e Randy Bailey retornaram para Survivor: Heróis contra Vilões, onde terminaram, respectivamente, na 20ª e 18ª colocações. Corinne Kaplan foi convidada para uma nova participação nesta mesma temporada mas declinou o convite por motivos de trabalho.
Em 2013, Corinne Kaplan retornou para a vigésima-sexta temporada do programa, Survivor: Caramoan - Fans vs. Favorites e terminou na 12ª colocação, sendo eliminada no dia 22.